# Cronistoria del Blackburn Rovers Football Club
In questa tabella sono registrati tutti i piazzamenti ottenuti dal Blackburn Rovers Football Club nelle competizioni alle quali ha partecipato.
| Stagione                                                                                  | Divisione                      | Pos      | FA Cup           | League Cup       | Europa                                                       | Altro                 |
| ----------------------------------------------------------------------------------------- | ------------------------------ | -------- | ---------------- | ---------------- | ------------------------------------------------------------ | --------------------- |
| 1879-80                                                                                   | Nessun campionato fino al 1888 | -        | Terzo turno      |                  |                                                              | -                     |
| 1880-81                                                                                   | Nessun campionato fino al 1888 | -        | Secondo turno    | -                |                                                              |                       |
| 1881-82                                                                                   | Nessun campionato fino al 1888 | -        | Finale           | -                |                                                              |                       |
| 1882-83                                                                                   | Nessun campionato fino al 1888 | -        | Secondo turno    | -                |                                                              |                       |
| 1883-84                                                                                   | Nessun campionato fino al 1888 | -        | Campione         | -                |                                                              |                       |
| 1884-85                                                                                   | Nessun campionato fino al 1888 | -        | Campione         | -                |                                                              |                       |
| 1885-86                                                                                   | Nessun campionato fino al 1888 | -        | Campione         | -                |                                                              |                       |
| 1886-87                                                                                   | Nessun campionato fino al 1888 | -        | Secondo Turno    | -                |                                                              |                       |
| 1887-88                                                                                   | Nessun campionato fino al 1888 | -        | Quarti di Finale | -                |                                                              |                       |
| 1888-89                                                                                   | Football League                | 4°       | Semifinale       | -                |                                                              |                       |
| 1889-90                                                                                   | Football League                | 3°       | Campione         | -                |                                                              |                       |
| 1890-91                                                                                   | Football League                | 6°       | Campione         | -                |                                                              |                       |
| 1891-92                                                                                   | Football League                | 9°       | Secondo Turno    | -                |                                                              |                       |
| 1892-93                                                                                   | First Division                 | 9°       | Semifinale       | -                |                                                              |                       |
| 1893-94                                                                                   | First Division                 | 4°       | Semifinale       | -                |                                                              |                       |
| 1894-95                                                                                   | First Division                 | 5°       | Secondo Turno    | -                |                                                              |                       |
| 1895-96                                                                                   | First Division                 | 8°       | Primo turno      | -                |                                                              |                       |
| 1896-97                                                                                   | First Division                 | 14°      | Quarti di Finale | -                |                                                              |                       |
| 1897-98                                                                                   | First Division                 | 15°      | Primo Turno      | -                |                                                              |                       |
| 1898-99                                                                                   | First Division                 | 6°       | Primo Turno      | -                |                                                              |                       |
| 1899-00                                                                                   | First Division                 | 14°      | Secondo Turno    | -                |                                                              |                       |
| 1900-01                                                                                   | First Division                 | 9°       | Primo Turno      | -                |                                                              |                       |
| 1901-02                                                                                   | First Division                 | 4°       | Primo Turno      | -                |                                                              |                       |
| 1902-03                                                                                   | First Division                 | 16°      | Secondo Turno    | -                |                                                              |                       |
| 1903-04                                                                                   | First Division                 | 15°      | Quarti di Finale | -                |                                                              |                       |
| 1904-05                                                                                   | First Division                 | 13°      | Primo Turno      | -                |                                                              |                       |
| 1905-06                                                                                   | First Division                 | 9°       | Primo Turno      | -                |                                                              |                       |
| 1906-07                                                                                   | First Division                 | 12°      | Secondo Turno    | -                |                                                              |                       |
| 1907-08                                                                                   | First Division                 | 15°      | Primo turno      | -                |                                                              |                       |
| 1908-09                                                                                   | First Division                 | 4°       | Terzo Turno      | -                |                                                              |                       |
| 1909-10                                                                                   | First Division                 | 3°       | Terzo Turno      | -                |                                                              |                       |
| 1910-11                                                                                   | First Division                 | 12°      | Semifinale       | -                |                                                              |                       |
| 1911-12                                                                                   | First Division                 | 1º       | Semifinale       | -                |                                                              |                       |
| 1912-13                                                                                   | First Division                 | 5°       | Quarti di Finale | Charity Shield   |                                                              |                       |
| 1913-14                                                                                   | First Division                 | 1º       | Terzo Turno      | -                |                                                              |                       |
| 1914-15                                                                                   | First Division                 | 3°       | Primo Turno      | -                |                                                              |                       |
| Dal 1915 al 1919 tutti i campionati vengono sospesi a causa della prima guerra mondiale   |                                |          |                  |                  |                                                              |                       |
| 1919-20                                                                                   | First Division                 | 20°      | Primo Turno      |                  |                                                              | -                     |
| 1920-21                                                                                   | First Division                 | 11°      | Primo turno      | -                |                                                              |                       |
| 1921-22                                                                                   | First Division                 | 15°      | Terzo Turno      | -                |                                                              |                       |
| 1922-23                                                                                   | First Division                 | 14°      | Secondo Turno    | -                |                                                              |                       |
| 1923-24                                                                                   | First Division                 | 8°       | Primo Turno      | -                |                                                              |                       |
| 1924-25                                                                                   | First Division                 | 16°      | Semifinale       | -                |                                                              |                       |
| 1925-26                                                                                   | First Division                 | 12°      | Secondo Turno    | -                |                                                              |                       |
| 1926-27                                                                                   | First Division                 | 18°      | Primo turno      | -                |                                                              |                       |
| 1927-28                                                                                   | First Division                 | 12°      | Campione         | -                |                                                              |                       |
| 1928-29                                                                                   | First Division                 | 7°       | Quarti di Finale | Charity Shield   |                                                              |                       |
| 1929-30                                                                                   | First Division                 | 6°       | Terzo Turno      | -                |                                                              |                       |
| 1930-31                                                                                   | First Division                 | 10°      | Ottavi di Finale | -                |                                                              |                       |
| 1931-32                                                                                   | First Division                 | 16°      | Quarto Turno     | -                |                                                              |                       |
| 1932-33                                                                                   | First Division                 | 15°      | Quarto Turno     | -                |                                                              |                       |
| 1933-34                                                                                   | First Division                 | 8°       | Terzo Turno      | -                |                                                              |                       |
| 1934-35                                                                                   | First Division                 | 15°      | Ottavi di Finale | -                |                                                              |                       |
| 1935-36                                                                                   | First Division                 | 22°      | Quarto Turno     | -                |                                                              |                       |
| 1936-37                                                                                   | Second Division                | 12°      | Terzo Turno      | -                |                                                              |                       |
| 1937-38                                                                                   | Second Division                | 16°      | Terzo Turno      | -                |                                                              |                       |
| 1938-39                                                                                   | Second Division                | 1º       | Quarti di Finale | -                |                                                              |                       |
| Dal 1939 al 1946 tutti i campionati vengono sospesi a causa della seconda guerra mondiale |                                |          |                  |                  |                                                              |                       |
| 1945-46                                                                                   | Nessun campionato              | -        | Terzo Turno      |                  |                                                              | -                     |
| 1946-47                                                                                   | First Division                 | 17°      | Ottavi di Finale | -                |                                                              |                       |
| 1947-48                                                                                   | First Division                 | 21°      | Quarto Turno     | -                |                                                              |                       |
| 1948-49                                                                                   | Second Division                | 14°      | Terzo Turno      | -                |                                                              |                       |
| 1949-50                                                                                   | Second Division                | 16°      | Terzo Turno      | -                |                                                              |                       |
| 1950-51                                                                                   | Second Division                | 6°       | Terzo Turno      | -                |                                                              |                       |
| 1951-52                                                                                   | Second Division                | 14°      | Semifinale       | -                |                                                              |                       |
| 1952-53                                                                                   | Second Division                | 9°       | Terzo Turno      | -                |                                                              |                       |
| 1953-54                                                                                   | Second Division                | 3°       | Quarto Turno     | -                |                                                              |                       |
| 1954-55                                                                                   | Second Division                | 6°       | Terzo Turno      | -                |                                                              |                       |
| 1955-56                                                                                   | Second Division                | 4°       | Ottavi di Finale | -                | -                                                            |                       |
| 1956-57                                                                                   | Second Division                | 4°       | Terzo Turno      | -                | -                                                            |                       |
| 1957-58                                                                                   | Second Division                | 2°       | Semifinale       | -                | -                                                            |                       |
| 1958-59                                                                                   | First Division                 | 10°      | Quarto Turno     | -                | -                                                            |                       |
| 1959-60                                                                                   | First Division                 | 17°      | Finale           | -                | -                                                            |                       |
| 1960-61                                                                                   | First Division                 | 8°       | Ottavi di Finale | Ottavi di Finale | -                                                            | -                     |
| 1961-62                                                                                   | First Division                 | 16°      | Quarti di Finale | Semifinale       | -                                                            | -                     |
| 1962-63                                                                                   | First Division                 | 11°      | Terzo Turno      | Quarti di Finale | -                                                            | -                     |
| 1963-64                                                                                   | First Division                 | 7°       | Ottavi di Finale | Secondo Turno    | -                                                            | -                     |
| 1964-65                                                                                   | First Division                 | 10°      | Terzo Turno      | Terzo Turno      | -                                                            | -                     |
| 1965-66                                                                                   | First Division                 | 22°      | Quarti di Finale | Secondo Turno    | -                                                            | -                     |
| 1966-67                                                                                   | Second Division                | 4°       | Terzo Turno      | Quarto Turno     | -                                                            | -                     |
| 1967-68                                                                                   | Second Division                | 8°       | Terzo Turno      | Quarto Turno     | -                                                            | -                     |
| 1968-69                                                                                   | Second Division                | 19°      | Ottavi di Finale | Terzo Turno      | -                                                            | -                     |
| 1969-70                                                                                   | Second Division                | 8°       | Terzo Turno      | Terzo Turno      | -                                                            | -                     |
| 1970-71                                                                                   | Second Division                | 21°      | Terzo Turno      | Secondo Turno    | -                                                            | -                     |
| 1971-72                                                                                   | Third Division                 | 10°      | Primo Turno      | Secondo Turno    | -                                                            | -                     |
| 1972-73                                                                                   | Third Division                 | 3°       | Secondo Turno    | Primo Turno      | -                                                            | -                     |
| 1973-74                                                                                   | Third Division                 | 13°      | Terzo Turno      | Secondo Turno    | -                                                            | -                     |
| 1974-75                                                                                   | Third Division                 | 1º       | Terzo Turno      | Terzo Turno      | -                                                            | -                     |
| 1975-76                                                                                   | Second Division                | 15°      | Primo Turno      | Primo Turno      | -                                                            | -                     |
| 1976-77                                                                                   | Second Division                | 12°      | Ottavi di Finale | Secondo Turno    | -                                                            | -                     |
| 1977-78                                                                                   | Second Division                | 5°       | Quarto Turno     | Secondo Turno    | -                                                            | -                     |
| 1978-79                                                                                   | Second Division                | 22°      | Quarto Turno     | Secondo Turno    | -                                                            | -                     |
| 1979-80                                                                                   | Third Division                 | 2°       | Ottavi di Finale | Secondo Turno    | -                                                            | -                     |
| 1980-81                                                                                   | Second Division                | 4°       | Terzo Turno      | Terzo Turno      | -                                                            | -                     |
| 1981-82                                                                                   | Second Division                | 10°      | Terzo Turno      | Terzo Turno      | -                                                            | -                     |
| 1982-83                                                                                   | Second Division                | 11°      | Terzo Turno      | Secondo Turno    | -                                                            | -                     |
| 1983-84                                                                                   | Second Division                | 6°       | Ottavi di Finale | Secondo Turno    | -                                                            | -                     |
| 1984-85                                                                                   | Second Division                | 5°       | Ottavi di Finale | Secondo Turno    | -                                                            | -                     |
| 1985-86                                                                                   | Second Division                | 19°      | Quarto Turno     | Secondo Turno    | -                                                            | -                     |
| 1986-87                                                                                   | Second Division                | 12°      | Terzo Turno      | Secondo Turno    | -                                                            | Full Members Cup      |
| 1987-88                                                                                   | Second Division                | 5°       | Terzo Turno      | Secondo Turno    | -                                                            | Full Members Cup - R1 |
| 1988-89                                                                                   | Second Division                | 5°       | Ottavi di Finale | Terzo Turno      | -                                                            | Full Members Cup - R3 |
| 1989-90                                                                                   | Second Division                | 5°       | Terzo Turno      | Secondo Turno    | -                                                            | Full Members Cup - R1 |
| 1990-91                                                                                   | Second Division                | 19°      | Terzo Turno      | Terzo Turno      | -                                                            | Full Members Cup - R2 |
| 1991-92                                                                                   | Second Division                | 6°       | Quarto Turno     | Primo Turno      | -                                                            | Full Members Cup - R1 |
| 1992-93                                                                                   | Premier League                 | 4°       | Quarti di Finale | Semifinale       | -                                                            | -                     |
| 1993-94                                                                                   | Premier League                 | 2°       | Quarto Turno     | Quarto Turno     | -                                                            | -                     |
| 1994-95                                                                                   | Premier League                 | 1º       | Terzo Turno      | Ottavi di Finale | Coppa UEFA - Trentaduesimi                                   | Charity Shield        |
| 1995-96                                                                                   | Premier League                 | 7°       | Terzo Turno      | Ottavi di Finale | Champions League - Gruppi                                    | Charity Shield        |
| 1996-97                                                                                   | Premier League                 | 13°      | Quarto Turno     | Ottavi di Finale | -                                                            | -                     |
| 1997-98                                                                                   | Premier League                 | 6°       | Ottavi di Finale | Terzo Turno      | -                                                            | -                     |
| 1998-99                                                                                   | Premier League                 | 19°      | Ottavi di Finale | Quarti di Finale | Coppa UEFA - Trentaduesimi                                   | -                     |
| 1999-00                                                                                   | First Division                 | 11°      | Ottavi di Finale | Terzo Turno      | -                                                            | -                     |
| 2000-01                                                                                   | First Division                 | 2°       | Quarti di Finale | Terzo Turno      | -                                                            | -                     |
| 2001-02                                                                                   | Premier League                 | 10°      | Ottavi di Finale | Campione         | -                                                            | -                     |
| 2002-03                                                                                   | Premier League                 | 6°       | Quarto Turno     | Semifinale       | Coppa UEFA - Trentaduesimi                                   | -                     |
| 2003-04                                                                                   | Premier League                 | 15°      | Terzo Turno      | Terzo Turno      | Coppa UEFA - Primo Turno                                     | -                     |
| 2004-05                                                                                   | Premier League                 | 15°      | Semifinale       | Secondo Turno    | -                                                            | -                     |
| 2005-06                                                                                   | Premier League                 | 6°       | Quarto Turno     | Semifinale       | -                                                            | -                     |
| 2006-07                                                                                   | Premier League                 | 10°      | Semifinale       | Terzo Turno      | Coppa UEFA - Sedicesimi                                      | -                     |
| 2007-08                                                                                   | Premier League                 | 7°       | Terzo Turno      | Quarti di Finale | \| Intertoto - Terzo turno \| \| Coppa UEFA - Primo Turno \| | -                     |
| 2008-09                                                                                   | Premier League                 | 15°      | Ottavi di Finale | Quarti di Finale | -                                                            | -                     |
| 2009-10                                                                                   | Premier League                 | 10°      | Terzo Turno      | Semifinale       | -                                                            | -                     |
| 2010-11                                                                                   | Premier League                 | 15°      | Quarto Turno     | Terzo Turno      | -                                                            | -                     |
| 2011-12                                                                                   | Premier League                 | 19°      | Terzo Turno      | Quarti di Finale | -                                                            | -                     |
| 2012-13                                                                                   | Championship                   | 17°      | Quarti di Finale | Secondo Turno    | -                                                            | -                     |
| 2013-14                                                                                   | Championship                   | 8°       | Terzo Turno      | Primo Turno      | -                                                            | -                     |
| 2014-15                                                                                   | Championship                   | 9°       | Quarti di Finale | Primo Turno      | -                                                            | -                     |
| 2015-16                                                                                   | Championship                   | 15°      | Ottavi di Finale | Primo Turno      | -                                                            | -                     |
| 2016-17                                                                                   | Championship                   | in corso | in corso         | Terzo Turno      | -                                                            | -                     |
| Intertoto - Terzo turno                                                                   |                                |          |                  |                  |                                                              |                       |
| Coppa UEFA - Primo Turno                                                                  |                                |          |                  |                  |                                                              |                       |

## Legenda
- PO = Preliminari;
- GS = Fase a Gruppi;
- R1 = Primo Turno;
- R2 = Secondo Turno;
- QF = Quarti di Finale;
- SF = Semifinale;
- F = Finale.

| Campione | 2º posto | 3º posto | Promozione | Retrocessione |